# Jone Vesikula
Jone Vesikula (30 aprile 1986) è un calciatore figiano, centrocampista del Ba e della Nazionale figiana.

## Carriera

### Club
Comincia a giocare al Ba. Nel 2015 passa al Lautoka. Nel 2017 torna al Ba.

### Nazionale
Ha debuttato in Nazionale nel 2004. Ha partecipato, con la Nazionale, alla Coppa delle nazioni oceaniane 2004 e alla Coppa delle nazioni oceaniane 2008.